# Robert F. Furchgott
Robert Francis Furchgott (4. června 1916 – 19. května 2009) byl americký biochemik, nositel Nobelovy ceny za fyziologii a medicínu.
V letech 1956–1988 byl profesorem farmakologie na Brooklyn State University v New Yorku, od roku 1989 vyučoval na University of Miami. Byl členem Národní akademie věd ve Washingtonu.
V roce 1978 objevil, že buňky cévního endothelia produkují neznámou látku, kterou nazval EDRF (endothelium-derived relaxing factor), která způsobuje uvolnění a rozšíření cév. V roce 1986 zjistil, že EDRF je ve skutečnosti oxid dusnatý.
Za vyjasnění role oxidu dusnatého jako látky ovlivňující nervový systém hladkého svalstva obdržel společně s Louisem Ignarrem a Feridem Muradem v roce 1998 Nobelovu cenu. Tento výzkum vedl až ke vzniku léku na impotenci – sildenafilu. Tento lék se prodává pod obchodním názvem Viagra.